# بازر (عقدا)
بازر (بالفارسية: پازر) هي قرية تقع في إيران في قسم عقدا الريفي. يقدر عدد سكانها بـ 6 نسمة بحسب إحصاء 2016.